# 다이하이드로프테로산
다이하이드로프테로산(영어: dihydropteroate)은 폴산 합성의 중요한 대사 중간생성물이다. 다이하이드로프테로산은 다이하이드로프테로산 생성효소에 의해 파라-아미노벤조산(PABA)로부터 생성되는 프테린이다.
|  |

설폰아마이드와 같은 정균제는 다이하이드로프테로산 생성효소를 표적으로 한다. 다이하이드로프테로산 생성효소의 저해 효과는 또 다른 정균제인 트라이메토프림에 의한 다이하이드로폴산 환원효소의 저해 효과와 비슷하다. 트라이메토프림/설파메톡사졸(TMP-SMX) 조합과 같은 이 두 가지 유형의 약물 조합은 일반적으로 재발성 요로, 이질균, 살모넬라 및 기포자충(Pneumocystis jivoreci) 감염을 치료하는 데 사용된다.

## 같이 보기
- 다이하이드로폴산